# Чичкова
Чичкова — деревня в Усть-Удинском районе Иркутской области.

## География
Деревня находится в 75 км от центра района. Стоит на реке Тунак. Ближайшие населенные пункты село Средняя-Муя, которая находится в 30 км от Чичкова. Оба населённых пункта отделены паромной переправой, ввиду чего в межсезонье отделены от центра района.

## Население
По данным Всероссийской переписи населения 2020 года население НП составило чуть больше 250 человек.

## Власть
Деревня в административном плане относится как ЧиМоОб Усть-Удинского района
Иркутской области.